# Distretto di Perg
Il distretto di Perg (in tedesco: Bezirk Perg) è uno dei distretti dello stato austriaco dell'Alta Austria.

## Geografia antropica
Il distretto è suddiviso in 26 comuni dei quali 2 con status di città e 17 con diritto di mercato.

### Città
1. Grein (3.115)
2. Perg (7.150)

### Comuni mercato
1. Bad Kreuzen (2.333)
2. Baumgartenberg (1.398)
3. Dimbach (1.103)
4. Klam (793)
5. Mauthausen (4.850)
6. Mitterkirchen im Machland (1.793)
7. Münzbach (1.701)
8. Naarn im Machlande (3.315)
9. Pabneukirchen (1.726)
10. Ried in der Riedmark (3.751)
11. Saxen (1.783)
12. Schwertberg (5.179)
13. Sankt Georgen am Walde (2.235)
14. Sankt Georgen an der Gusen (3.533)
15. Sankt Nikola an der Donau (855)
16. Sankt Thomas am Blasenstein (878)
17. Waldhausen im Strudengau (2.921)

### Comuni
1. Allerheiligen im Mühlkreis (1.099)
2. Arbing (1.284)
3. Katsdorf (2.733)
4. Langenstein (2.650)
5. Luftenberg an der Donau (3.673)
6. Rechberg (880)
7. Windhaag bei Perg (1.313)

(Popolazione al 15 maggio 2001)